# Caravelí
Caravelí es una ciudad peruana capital del distrito y de la provincia homónimos en el departamento de Arequipa. Asimismo, es la sede de la Prelatura de Caravelí, sufragánea de la Arquidiócesis de Arequipa.
Según el censo de 2017, cuenta con 5.000 habitantes.

## Clima
| Parámetros climáticos promedio de Caravelí | Parámetros climáticos promedio de Caravelí | Parámetros climáticos promedio de Caravelí | Parámetros climáticos promedio de Caravelí | Parámetros climáticos promedio de Caravelí | Parámetros climáticos promedio de Caravelí | Parámetros climáticos promedio de Caravelí | Parámetros climáticos promedio de Caravelí | Parámetros climáticos promedio de Caravelí | Parámetros climáticos promedio de Caravelí | Parámetros climáticos promedio de Caravelí | Parámetros climáticos promedio de Caravelí | Parámetros climáticos promedio de Caravelí | Parámetros climáticos promedio de Caravelí |
| Mes                                        | Ene.                                       | Feb.                                       | Mar.                                       | Abr.                                       | May.                                       | Jun.                                       | Jul.                                       | Ago.                                       | Sep.                                       | Oct.                                       | Nov.                                       | Dic.                                       | Anual                                      |
| ------------------------------------------ | ------------------------------------------ | ------------------------------------------ | ------------------------------------------ | ------------------------------------------ | ------------------------------------------ | ------------------------------------------ | ------------------------------------------ | ------------------------------------------ | ------------------------------------------ | ------------------------------------------ | ------------------------------------------ | ------------------------------------------ | ------------------------------------------ |
| Temp. máx. media (°C)                      | 24.7                                       | 25                                         | 24.7                                       | 24.3                                       | 23.7                                       | 22.6                                       | 22.3                                       | 22.7                                       | 23.5                                       | 24.7                                       | 24.9                                       | 24.6                                       | 24                                         |
| Temp. media (°C)                           | 18.1                                       | 18.4                                       | 18.1                                       | 17.3                                       | 16.3                                       | 14.9                                       | 14.5                                       | 14.7                                       | 15.6                                       | 16.7                                       | 17                                         | 17.5                                       | 16.6                                       |
| Temp. mín. media (°C)                      | 11.5                                       | 11.9                                       | 11.6                                       | 10.4                                       | 9                                          | 7.2                                        | 6.7                                        | 6.7                                        | 7.8                                        | 8.7                                        | 9.2                                        | 10.4                                       | 9.3                                        |
| Fuente: climate-data.org                   |                                            |                                            |                                            |                                            |                                            |                                            |                                            |                                            |                                            |                                            |                                            |                                            |                                            |